# 天空塔
天空之塔是紐西蘭奧克蘭市的一座觀光及通信塔，位於奧克蘭商業中心區維多尼亞街及聯邦街的交界。從地面到塔狀天線桿頂部計算，塔高328（1,076英尺），是南半球最高的獨立建築物，以及全球獨立式觀光塔第十三位的觀光塔
。相較其他高樓大廈，天空之塔獨特的外型和高度，使它成為奧克蘭的標誌性建築，常用於標誌和宣傳。
該地標是奧克蘭天空城（SKYCITY Auckland）賭場綜合設施的一部分，由天空城娛樂集團（SKYCITY Entertainment Group）擁有及營運。然而，綜合設施原為哈拉斯娛樂（Harrah's Entertainment）而建。

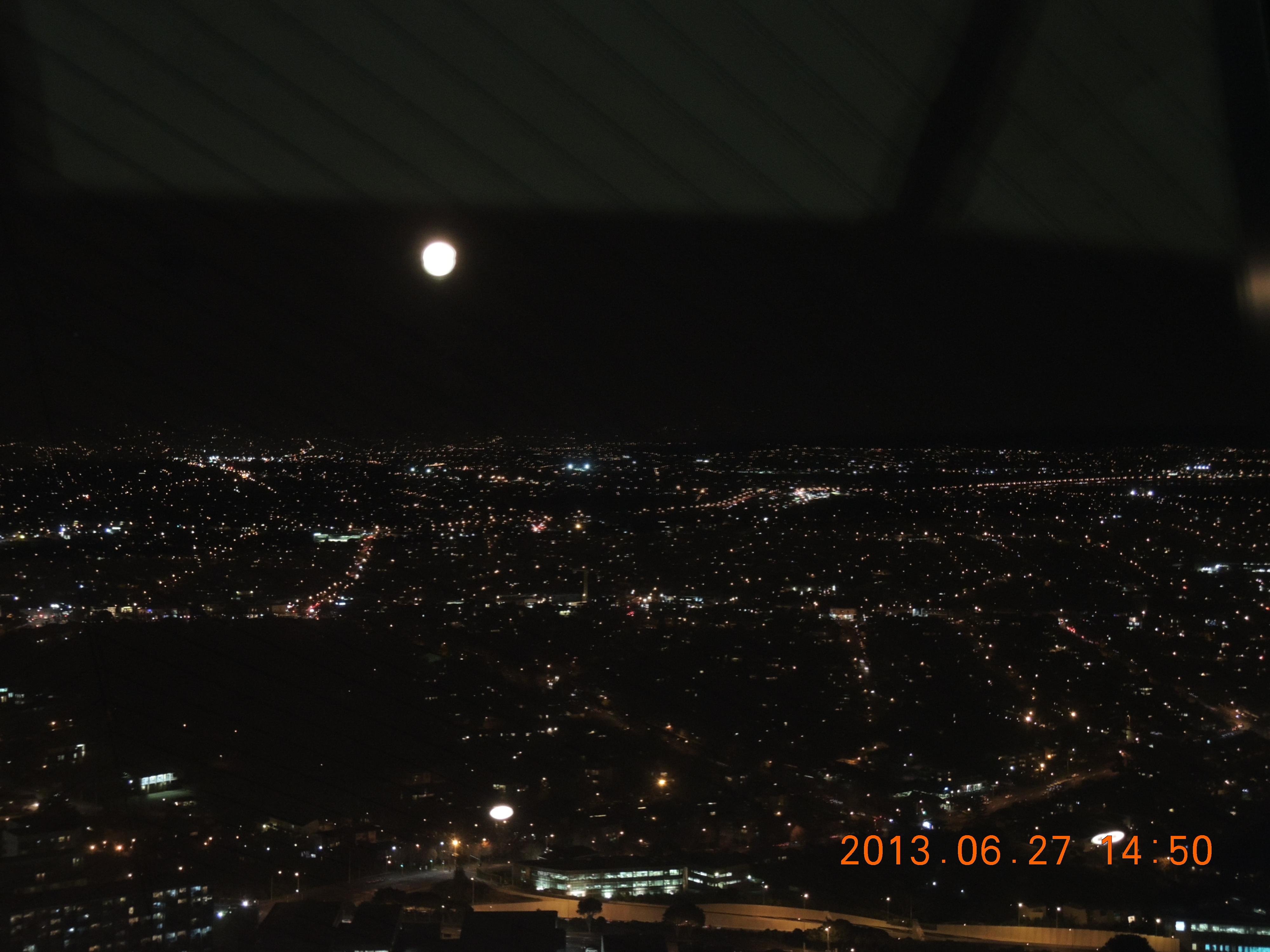
由天空塔上所拍的夜景。

## 用途

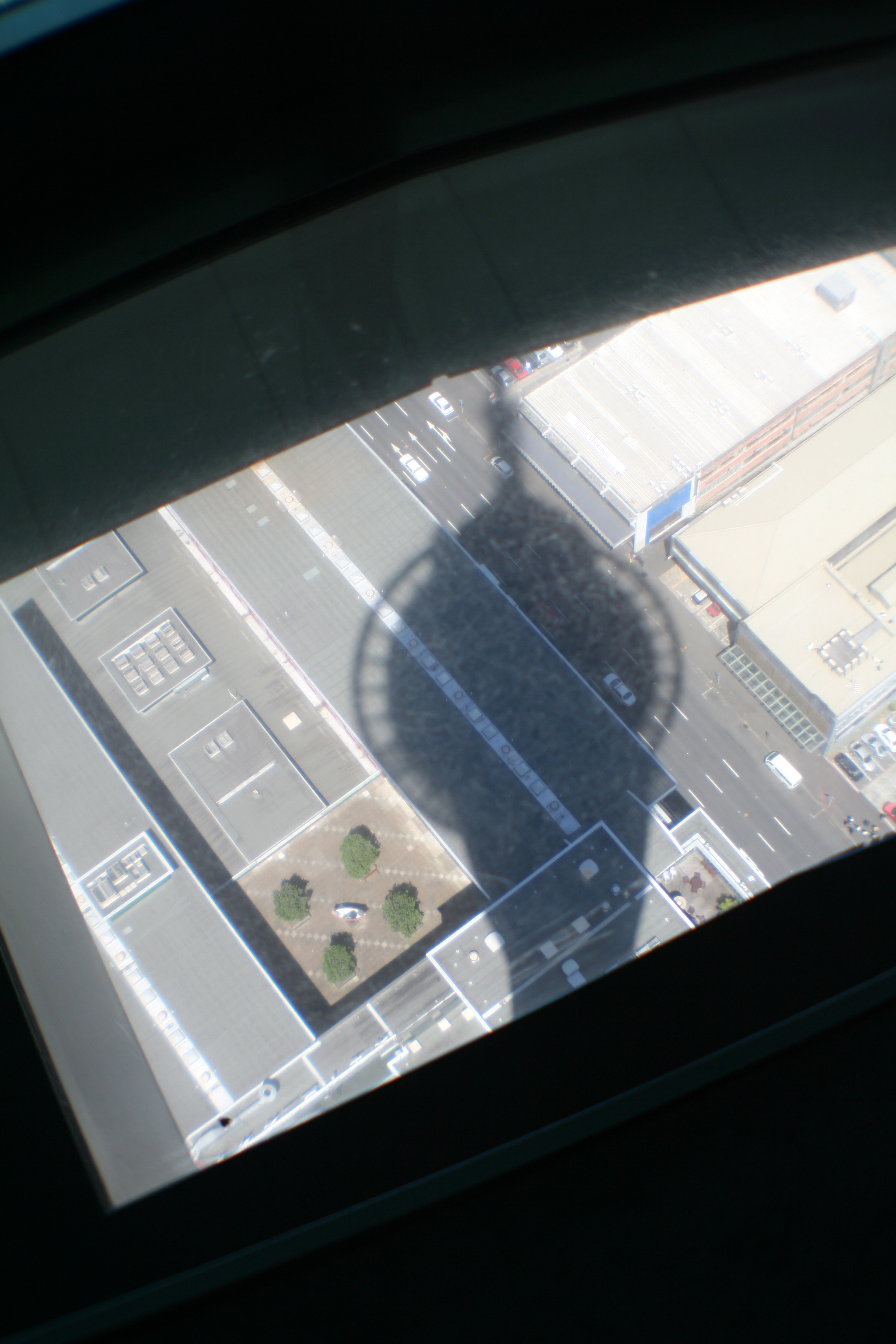
觀景台內的玻璃地板

天空之塔上部有兩層餐廳。一層是「Orbit」，設有旋轉座椅，每小時旋轉360度。另一層是咖啡廳層，並有兩個觀景台（包括部分玻璃地板）。每日平均吸引1,450名遊客（每年逾50萬人）。

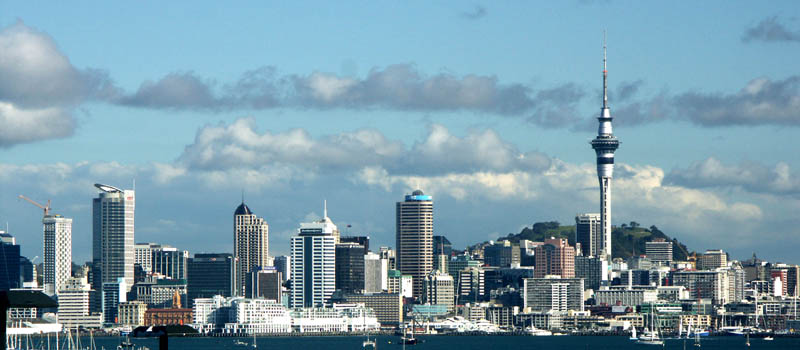
奧克蘭空中輪廓線上的天空塔

該塔亦特設高飛跳（SkyJump），由觀景台起跳的192米「樂趣下降者」（fan descender）彈跳（介乎於高空彈跳〔又稱笨豬跳〕和低空彈跳之間的體驗），達到每小時85千米（每小時53米）。摩天彈跳是受引導電纜控制的，防止彈跳者在陣風時撞向塔身。天線桿部分（300米（980英尺）高）內的攀登活動亦適合旅行團。
除了娛樂外，該塔用於通信及廣播。奧克蘭對等互聯（Auckland Peering Exchange，APE）位於48樓。數家電台廣播公司設立了發射台，共享天線系統。電視公司Canwest（經營TV3及C4頻道）在塔上設有二次發射台，其主發射台位於Waiatarua。

## 照明
天空塔具備宏偉的照明裝置，展現奧克蘭夜間的空中輪廓線。為嚮應不同組織和盛事，天空城會利用該塔各種燈光色彩或混合色彩宣傳。例子如下：
- 藍 = 奧克蘭藍隊橄欖球隊（Auckland Blues）
- 粉紅 = 乳癌宣傳月（Breast Cancer Awareness Month）
- 紅和綠 = 「Kidz First」兒童醫院（页面存档备份，存于）／聖誕節
- 紅和金 = 農曆新年
- 藍和綠 = 星船兒童基金會（Starship Children's Foundation）
- 橙 = 奧克蘭節（Auckland Festival）
- 綠和紫 = 奧克蘭盃（Auckland Cup）
- 綠 = 聖帕特里克日（St. Patrick's Day）
- 紅 = 美國盃（America's Cup）
- 綠、紅和白 = 紐西蘭越野車大賽（Rally New Zealand）
- 金 = 2008年北京奧運紐西蘭代表團

色彩編碼的圖片參見天空城網站。 
隨着紐西蘭冬季的電力消耗量急劇增加，加上國內大多數能量貯備依靠水文湖區水位，為防電力中斷當局推出節能計劃。 天空城在2008年冬季關掉該塔的照明裝置，只保留紅光航空燈閃動，宣揚節約能源。天空城亦正減少其綜合設施正面的泛光照明。奧克蘭天空城酒店集團總經理Simon Jamieson表示：「像每個紐西蘭人一樣，我們關注國家的電力供應，我們認為有責任嚮應節約能源。」該塔在8月4日再度照明，迎接2008年北京奧運。

## 建設

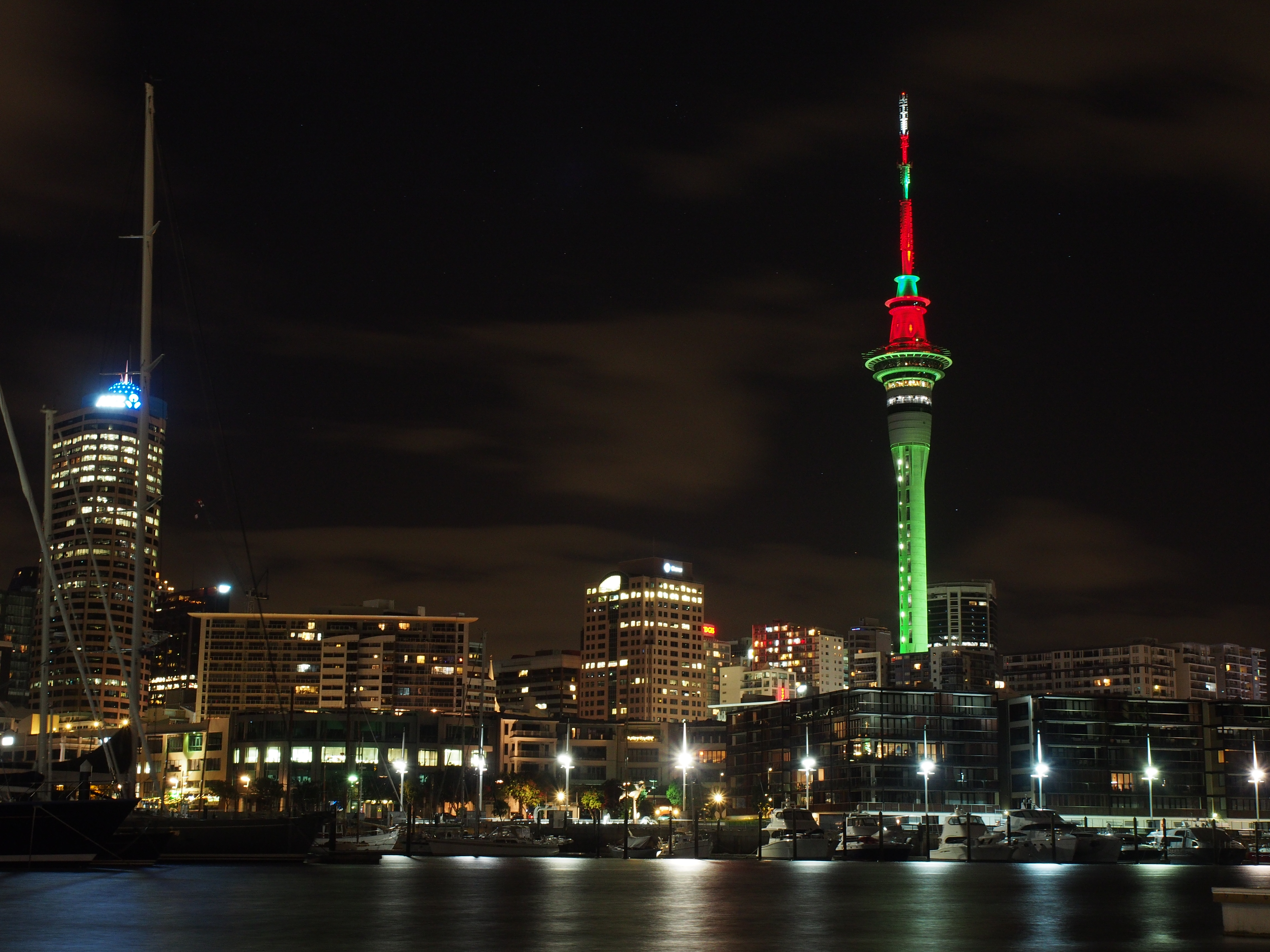
天空之塔亮起聖誕節色彩，其他燈光計劃亦會應用

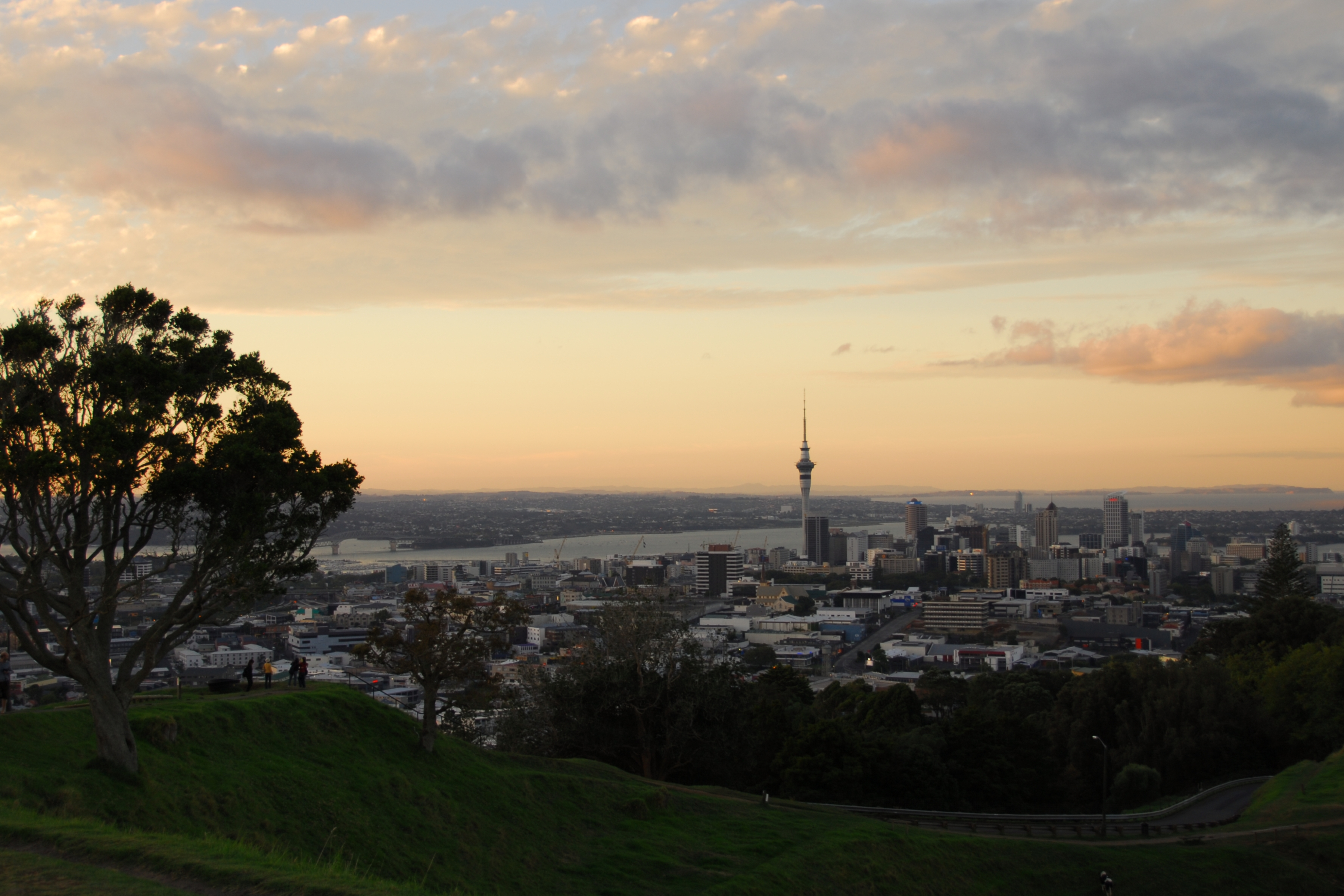
黃昏時由伊甸山（Mt Eden）望向天空塔

### 計劃歷史
弗萊徹建築（Fletcher Construction）是計劃的建築承包商，工程公司貝科工程設計集團（Beca Group）提供設計的協調管理，以及建築、岩土、民用、機械、電力、配管、照明和消防等工程服務。天空塔由克雷格克雷格莫勒（Craig Craig Moller）的高登·莫勒（Gordon Moller）設計，曾獲紐西蘭建築師學會（New Zealand Institute of Architects）國家獎及其他地區獎項。天空塔於1997年3月開幕，建造為期兩年半，比預期早了六個月。

### 事實和數據
天空塔由高性能鋼筋混凝土建造。其12-（39-英尺）軸徑（包括三台升降機及一道緊急樓梯）由八根支柱支撐，建基於16根鑽至12米（39英尺）深、直達當地沙岩的基樁。主軸以自升式模板興建。
較高樓層由複合材料、結構鋼、預製混凝土及鋼筋混凝土建造，觀景台則以鍍鋁藍／綠色反光玻璃包層。鋼構架支撐着天線杆上節構造。施工期間使用了15,000立方米（20,000立方碼）混凝土、2,000公噸（2,200短噸）鋼筋及660公噸（730短噸）結構鋼。天線桿本身已逾170公噸（190短噸）重。由於架身太重，直升機難以負荷，要由裝在塔上的大型起重機吊起。其後，另一台小型起重機在天空塔上部裝配，用來拆缷大型起重機。小型起重機再拆缷成較小組件，經升降機運走。

### 應急措施

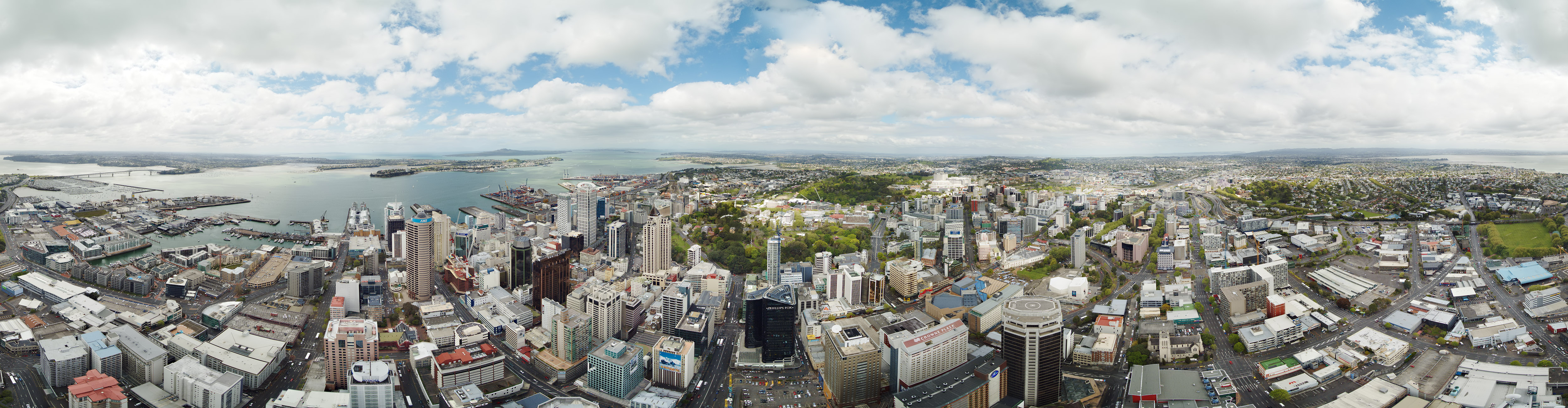
天空塔天空台的360度全景視圖

天空塔設計上可抵禦超過每小時200公里（每秒55米）的強風及千年一遇的地震。分析指出，若40（25英里）外發生黎克特制7的地震，該塔仍會完好無損。即使地震發生在20 km（12 mi）外，達到8（釋放多於7地震的31.6倍能量），該塔預期不會倒塌。其他應急措施方面，遇有火警，觀景台下層防火間會提供庇護。樓梯井亦符合防火安全。到目前為止，天空塔至少一次因為天氣狀況關閉。2006年11月暴風雨吹襲，該塔在150km/h(每秒42米)的狂風中明顯晃動。其實，有關措拖純粹顧及遊客需要。該塔設計上可承受在每小時210公里（每秒58米）的大風中搖動一米（39英寸），但預計平均一千年才會發生一次。

## 大眾文化
- 在《NORAD追蹤聖誕老人》（NORAD Tracks Santa）中，主角飛越奧克蘭時天空塔常在視線出現。

## 外部連結
- 天空塔官方網站（页面存档备份，存于）
- Structurae数据库中Sky Tower的数据

- 探索天空塔（互動天空塔，須安裝Adobe Flash)
- 天空塔360度景觀（天空塔網站，須安裝Quicktime）

36°50′54″S 174°45′44″E / 36.848461°S 174.762183°E